# Didymoglossum angustifrons
Espèce
Didymoglossum angustifrons est une espèce de fougères de la famille des Hyménophyllacées. 

## Description
Cette espèce a les caractéristiques suivantes :
- un long rhizome traçant, densément couvert de poils bruns à noirâtres et sans racines ;
- un limbe, polymorphe, très généralement entier, linéaire et lancéolé, très allongé, à peine lobé, rarement segmenté et si c'est le cas, une fois au plus, et n'atteignant que 1,5 cm de long, pour majoritairement seulement 2 mm de large ; ce caractère est à l'origine de l'épithète spécifique donné par Antoine Laurent Apollinaire Fée
- la nervuration n'est pas très dense et les fausses nervures sont peu nombreuses ; ces dernières sont parallèles aux vraies nervures mais il n'existe pas de fausses nervures submarginales (caractéristique du sous-genre)
- une nervuration catadrome.
- les sores sont peu nombreux - un à trois au plus par limbe - ; ils sont situés en extrémité des segments du limbe, et sont solitaires sur l'apex de ces segments ;
- une indusie tubulaire, aux lèvres très marquées et dont les cellules sont distinctes des tissus du limbe.

Comme les espèces du genre, le prothalle de Didymoglossum angustifrons compte 34 chromosomes.

## Distribution
Cette espèce, presque strictement épiphyte, est présente en Amérique tropicale (Venezuela) et aux Caraïbes (en particulier aux Antilles - Guadeloupe).

## Historique et position taxinomique
L'espèce est décrite une première fois par Antoine Laurent Apollinaire Fée à partir d'un échantillon collecté en Guadeloupe. Il la place dans le genre Didymoglossum.
En 1897, Konrad Hermann Heinrich Christ en fait une variété de Trichomanes muscoides Sw. : Trichomanes muscoides var. angustifrons (Fée) Christ.
En 1962, Jan Gerard Wessels Boer la reclasse dans le genre Trichomanes : Trichomanes angustifrons (Fée) Wess.Boer.
En 1968, Conrad Vernon Morton confirme ce reclassement dans le genre Trichomanes en précisant le sous-genre Didymoglossum et la section Didymoglossum.
En 2006, Atsushi Ebihara, Jean-Yves Dubuisson, Kunio Iwatsuki, Sabine Hennequin et Motomi Ito la replacent dans son genre d'origine, sous-genre Didymoglossum et en font une espèce représentative de ce sous-genre.
Cette espèce compte donc deux synonymes liés aux remaniements de la famille :
- Trichomanes angustifrons (Fée) Wess.Boer
- Trichomanes muscoides var. angustifrons (Fée) Christ

Didymoglossum angustifrons est classé dans le sous-genre Didymoglossum.